# Mine Westray
La mine Westray (Westray Mine en anglais,) était une mine de charbon située à Plymouth (en), en Nouvelle-Écosse (Canada).
En 1992, la mine a été le site d'une explosion de méthane qui a tué 26 mineurs.

## Historique

### Contexte
Après la fermeture de la dernière mine active sur son territoire dans les années 1970, l'espoir d'un retour de l'industrie minière dans le Comté de Pictou est ravivé par l'annonce d'un projet de mine à la fin des années 1980. La région profite d'un contexte politique favorable avec, en 1983, l'élection de Brian Mulroney, un nouveau leader du Parti progressiste-conservateur du Canada, lors de l'élection partielle du comté de Nova-Centre. Mulroney devient premier ministre du Canada à l'Élection fédérale canadienne de 1984. Son successeur dans le comté de Nova-Centre, Elmer MacKay (en), devient un poids lourd du gouvernement de l'époque. Les conservateurs sont également au pouvoir au provincial avec le Progressive Conservative Association of Nova Scotia dirigé par le premier ministre Donald Cameron.
Des subventions sont accordées à la compagnie torontoise Curragh Resources pour la construction, dans la région, d'une mine, d'une prolongation d'une ligne de chemin de fer et de wagons spécialisés. Il est prévu que la mine fournira en charbon une centrale électrique de la Nova Scotia Power, société de la couronne à cette époque.

### Ouverture de la mine
Deux mois avant l'ouverture officielle de la mine, le politicien et juriste Bernie Boudreau (en) écrit à Leroy Legere, ministre du travail de la Nouvelle-Écosse, afin de lui souligner que la mine est « probablement l'une des plus dangereuses du monde. »,.
La mine est ouverte officiellement le 11 septembre 1991.
Le 9 mars 1992, deux mois avant la tragédie, un officier du syndicat local publie un rapport de sécurité dans lequel il affirme notamment : « J'ai le pressentiment qu'il y aura quelqu'un de tué dans un futur proche »,.

### Explosion
Le samedi 9 mai 1992, à 5 heures 18 minutes du matin ADT (en), une explosion de méthane et de poussière de charbon détruit la mine dans laquelle travaillent 26 mineurs.
À la suite de l'explosion, les médias canadiens et internationaux se rendent dans le petit hameau de Plymouth et dans les villes environnantes de New Glasgow, Stellarton, Westville et Trenton. La couverture médiatique maintien les Canadiens en haleine pendant plusieurs jours alors que les équipes de drägerman (en) (sauveteurs des mines) cherchent les décombres dans les profondeurs de la mine à la recherche de survivants. Les conditions de recherche sont difficiles. Les corps de 15 mineurs sont retrouvés et, peu après, la mission de recherche et sauvetage est transformée en mission de recherche et récupération. Après que les conditions sous terre se sont détériorées, il est décidé d'abandonner les recherches des 11 mineurs restants. L'événement est la pire tragédie minière canadienne depuis 1958.
Plusieurs jours plus tard, des enquêteurs de la Gendarmerie royale du Canada retournent dans la mine avec une équipe de dräger pour rechercher des preuves d'actes criminels. Ils ne se rendent pas dans la partie principale du sud-ouest, jugée trop instable, où se trouve le reste des mineurs.
Les 117 mineurs qui ne travaillaient pas au moment de l'explosion ont reçu l'équivalent de 12 semaines de salaire en prime de départ.

## Procès
La compagnie a été poursuivie sous 52 chefs d'accusation, dont 34 ont été retenus en cour, concernant l'opération d'une mine ne respectant pas les consignes de sécurité de l'Occupational Health and Safety Act.
Deux dirigeants de la mine, Gerald Phillips et Roger Parry sont accusés de 26 chefs, notamment de négligence criminelle ayant causé la mort.
En cour, la Couronne n'arrive pas à présenter la preuve selon les exigences du code criminel. Au début du mois de février 1995, près de quatre ans après l'incident, la Couronne soumet 17 nouvelles boîtes de documents qu'elle avait en sa possession depuis au moins deux ans et qu'elle avait écartés de la preuve précédemment. Le 27 février, le juge retire les charges sous prétexte que la Couronne n'a pas divulgué des éléments de preuve déterminants à la défense. Portée deux fois en appel, la cause est portée devant la Cour suprême du Canada en mars 1997. La cour ordonne un nouveau procès pour Phillips et Parry. Après cette décision, la Couronne abandonne les charges faute d'avoir une preuve suffisante.

## Commission royale d'enquête
Le gouvernement de Nouvelle-Écosse met sur pied une commission royale d'enquête sur la mine Westray.
Deux têtes dirigeantes de la compagnie, Clifford Frame, fondateur et Chief executive operator de Curragh Inc., et Marvin Pelley, président de Westray, refusent de se présenter pour témoigner à l'enquête Richard (du nom du commissaire K. Peter Richard). La commission n'ayant pas de pouvoirs fédéraux, il lui est impossible d'obliger les dirigeants d'un siège social torontois à venir témoigner en Nouvelle-Écosse.
Le rapport d'enquête est rendu public en 1998. Il recommande notamment une révision complète des lois provinciales existantes concernant les mines et les conditions de travail.

## Législation: Loi C-21
Devant l'échec de la Couronne à poursuivre les propriétaires et dirigeants de la mine, le Congrès du travail du Canada et certains de ses alliés entreprennent une campagne de lobbying au milieu des années 1990 qui vise à amender le Code criminel du Canada afin que ce dernier tienne responsable les dirigeants et directeurs d'entreprises négligeant de prendre des mesures pour protéger leurs employés.
Le projet de loi est porté à plusieurs reprises par des députés fédéraux de l'opposition, mais il est constamment reporté. À la fin de l'année 2003, à sa cinquième tentative, le projet de loi C-45, aussi connu sous le nom de « Loi Westray », est adopté. Le gouvernement fédéral modifie ainsi le code criminel afin d'y intégrer, notamment, la responsabilité pénale des personnes morales à la loi canadienne. La loi permet également de mettre les compagnies fautives sous probation afin de diminuer les chances que des événements tragiques se reproduisent.
Le projet de loi entre en vigueur en mars 2004 et devient la loi C-21.

## Mémorial

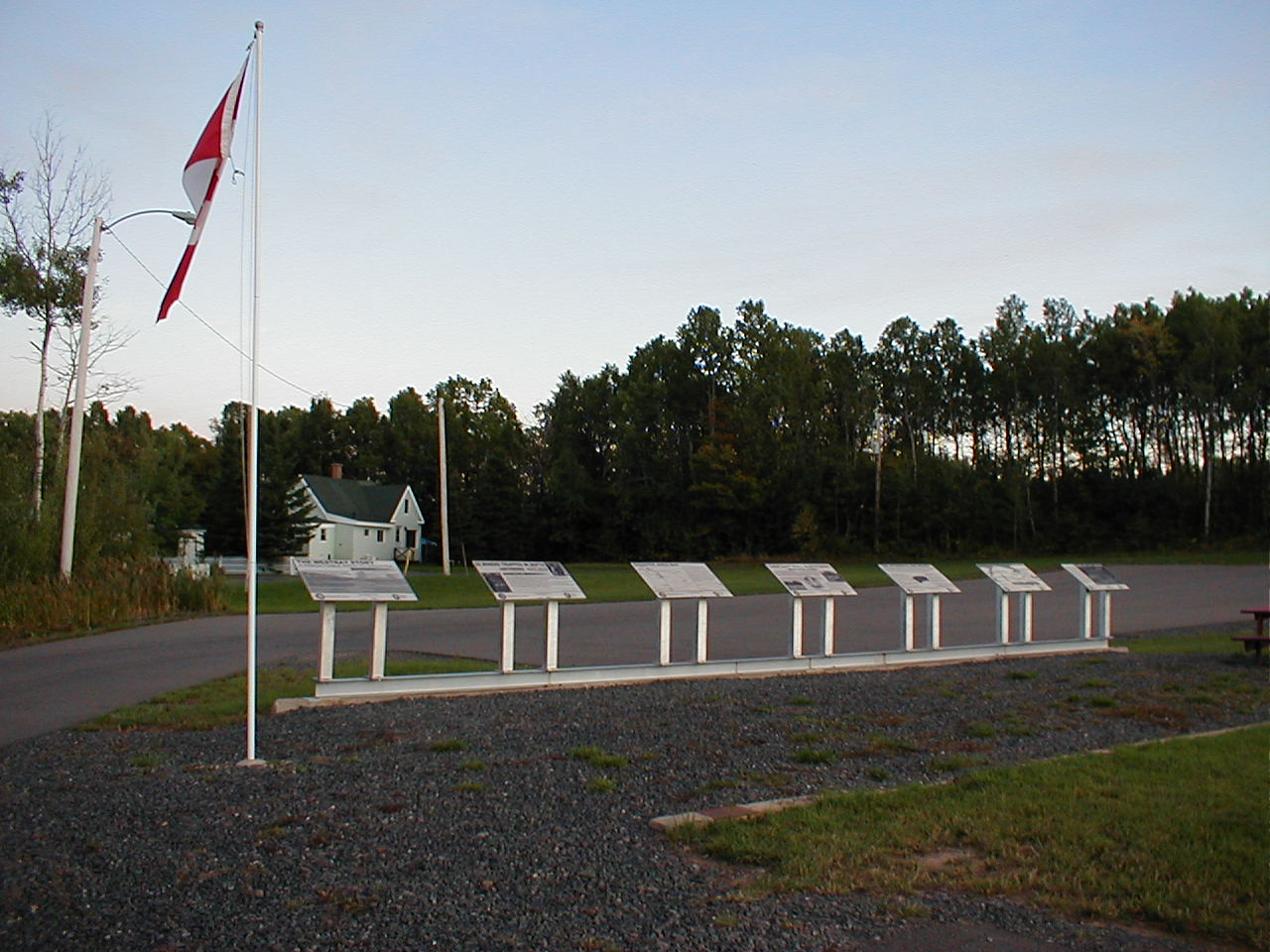
Mémorial de Westray.

Un mémorial a été érigé dans un parc proche de New Glasgow, à l'endroit approximatif où seraient situés les 11 mineurs emprisonnés dans les décombres de la mine. Les noms et âges des vingt-six hommes qui ont perdu leur vie lors de la tragédie sont gravés sur le monument central du mémorial avec la phrase « Que leur lumière brille toujours ».
Nom et âge des mineurs :
John Thomas Bates, 56, Larry Arthur Bell, 25, Bennie Joseph Benoit, 42, Wayne Michael Conway, 38, Ferris Todd Dewan, 35, Adonis J. Dollimont, 36, Robert Steven Doyle, 22, Remi Joseph Drolet, 38, Roy Edward Feltmate, 33, Charles Robert Fraser, 29, Myles Daniel Gillis, 32, John Philip Halloran, 33, Randolph Brian House, 27, Trevor Martin Jahn, 36, Laurence Elwyn James, 34, Eugene W. Johnson, 33, Stephen Paul Lilley, 40, Michael Frederick MacKay, 38, Angus Joseph MacNeil, 39, Glenn David Martin, 35, Harry A. McCallum, 41, Eric Earl McIsaac, 38, George S. James Munroe, 38, Danny James Poplar, 39, Romeo Andrew Short, 35, Peter Francis Vickers, 38.

## Film
Le désastre a été le sujet d'un film de l'Office national du film du Canada en 2001, Westray, écrit et réalisé par Paul Cowan. Le film met en scène la reconstitution des événements exprimée par trois veuves — Harriet Munroe, Vicki Drolet et Bernadette Feltmate — ainsi que par les mineurs Wayne Cheverie, Fraser Agnew et Carl Guptill. En 2002, le film gagne le Prix Génie du meilleur documentaire.